# Johann Jakob Sturzenegger

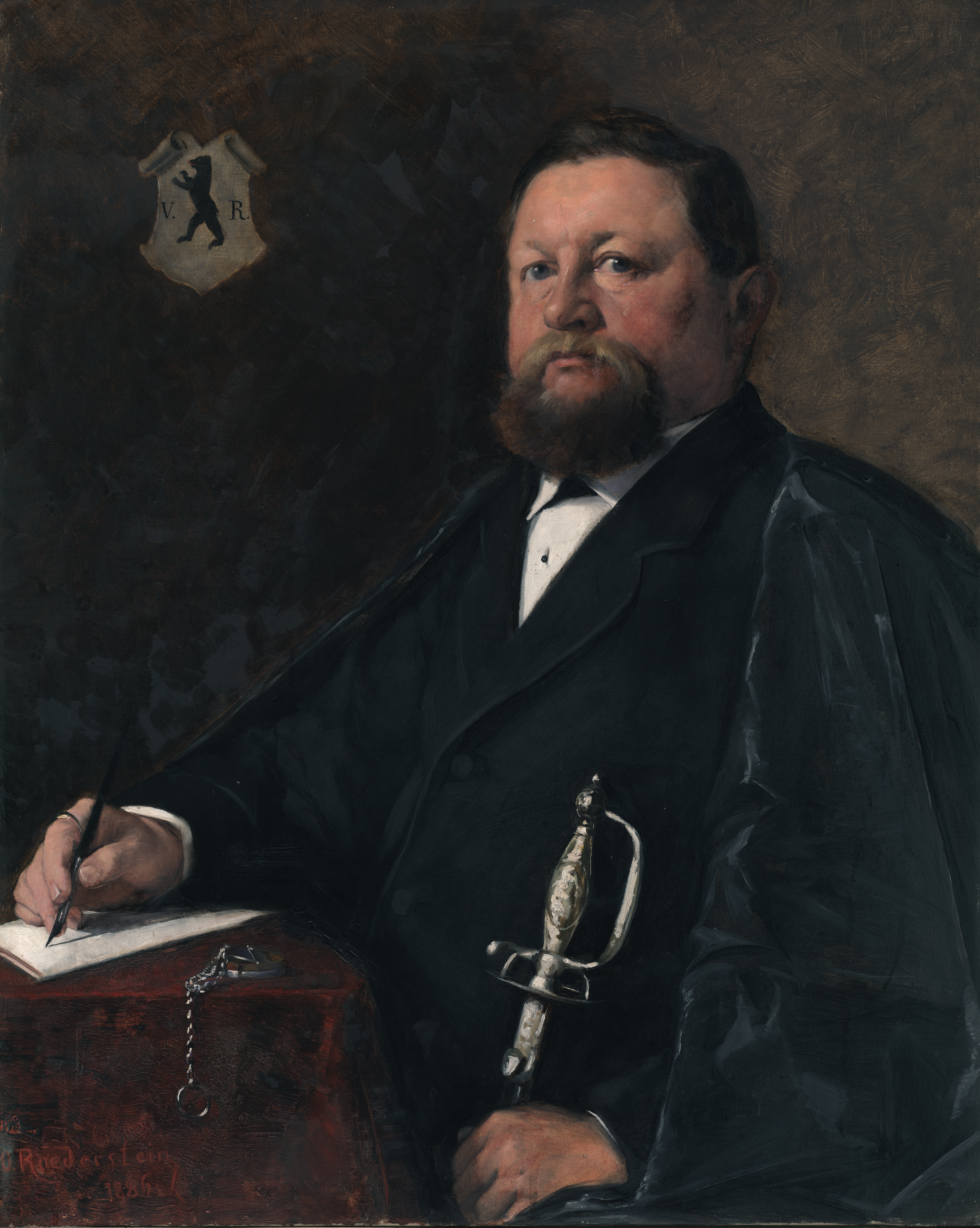
Johann Jakob Sturzenegger in 1886

Johann Jakob Sturzenegger (1836 - 1893) was een Zwitsers politicus.
Johann Jakob Sturzenegger was een partijloos politicus afkomstig uit het kanton Appenzell Ausserrhoden. 
Johann Jakob Sturzenegger was lid van de Regeringsraad van Appenzell Ausserrhoden. Van 1886 tot 1889 was hij Regierend Landammann (dat wil zeggen regeringsleider) van Appenzell Ausserrhoden.